# La Grimaudière
La Grimaudière is een gemeente in het Franse departement Vienne (regio Nouvelle-Aquitaine) en telt 402 inwoners (1999). De plaats maakt deel uit van het arrondissement Châtellerault.

## Geografie
De oppervlakte van La Grimaudière bedraagt 19,1 km², de bevolkingsdichtheid is 21,0 inwoners per km².
De onderstaande kaart toont de ligging van La Grimaudière met de belangrijkste infrastructuur en aangrenzende gemeenten.

## Demografie
Onderstaande figuur toont het verloop van het inwonertal (bron: INSEE-tellingen).